# Ханссон, Софи
Софи́ Эли́забет Ха́нссон (швед. Sophie Elizabeth Hansson; род. 2 августа 1998, Рённинге, Стокгольм) — шведская пловчиха. Двукратная чемпионка Европы по плаванию, двукратная чемпионка мира на короткой воде, многократный призер чемпионатов мира и Европы на короткой воде.

## Карьера
Участница юниорского чемпионата Европы и юношеских Олимпийских игр 2014 года. На чемпионате Европы выиграла бронзу на дистанции 50 метров брассом.
На чемпионате Европы на короткой воде в 2015 завоевала серебро в комбинированной эстафете 4×50 метров, а в 2017 бронзу на дистанции 50 метров брассом.
Участница Олимпийских игр 2016 года и чемпионата мира 2017 года.
В мае 2021 года на чемпионате Европы в Будапеште, Софи на дистанции 100 метров брассом завоевала золотую медаль, проплыв в финальном заплыве за 1:05,69.

## Личная жизнь
Старшая сестра Софи Луис Ханссон также пловчиха.